# Tarachidia perita
Tarachidia perita är en fjärilsart som beskrevs av Augustus Radcliffe Grote 1882. Tarachidia perita ingår i släktet Tarachidia och familjen nattflyn. Inga underarter finns listade i Catalogue of Life.